# Метеоролошки сателит
Метеоролошки сателит је модел сателита који се примарно користи за метеоролошки и климатски надзор земље. Ови метеоролошки сателити, осматрају, кретање облака и њихово струјање. Такође, осматрају, градску расвету, пожаре, дејства конатаминације, поларну светлост, олује, снежне падавине, померање ледених области итд. Прикупљају и друге еколошке информације које се касније користе за анализу и обраду података.